# Pokryváč
Pokryváč – wieś (obec) w powiecie Dolný Kubín na Słowacji, na słowackiej Orawie. Znajduje się na Pogórzu Orawskim, w dolinie potoku Pucov. 